# أغوستين رايت
أغوستين رايت (بالإسبانية: Agustín Wright)‏ هو سياسي إسباني، ولد في 1748 في بوينس آيرس في الأرجنتين، وتوفي بنفس المكان في 2 أغسطس 1817.